# Classe Glauco (sommergibile 1903)
La classe Glauco era una classe di sommergibili della Regia Marina costruiti in 5 esemplari divisi in due sottoclassi ed entrati in servizio a partire dal 1903. Costruite subito dopo il Delfino, le unità erano di fatto sperimentali, e viste come delle torpediniere subacquee (infatti erano classificate con questo nome).

## Unità

### Glauco
Impostato al Regio Arsenale di Venezia come il resto della classe, fu il secondo sommergibile costruito in Italia e di fatto ancora sperimentale come il resto della classe; in questo esemplare la falsatorre (o torretta) era molto spostata in avanti, mentre nei modelli successivi venne gradatamente spostata a centro nave.
Impostato il 1º agosto 1903, varato il 9 luglio 1905, venne consegnato il 15 dicembre 1905. Nella prima guerra mondiale svolse 65 missioni di agguato per 296 ore di moto in superficie e 252 in immersione; le missioni vennero effettuate principalmente nell'Adriatico in difesa dei porti di Bari, Barletta e Valona. Venne radiato il 1º settembre 1916 e venduto nel 1921 al Lloyd marittimo Rumeno. Motto: Gloria Audaciae comes.

### Squalo
Impostato nel gennaio 1904, varato il 10.06.1906, venne consegnato il 01.09.1906. Partecipò all'addestramento congiunto con le unità di superficie negli anni precedenti la prima guerra mondiale, poi venne assegnato come caposquadriglia alla 4ª squadriglia sommergibili a Venezia e svolse le missioni belliche a protezione dei porti dell'alto Adriatico. Dopo alcune missioni venne radiato il 26.09.1918.
Motto: Coeco sub gurgite unum sidus Italia.

### Narvalo
Impostato nel 1904, varato il 21.10.1906, venne consegnato il 16.05.1907. Dopo alcune missioni nella prima guerra mondiale venne radiato il 26.09.1918.

### Otaria
Impostato il 01.05.1905, varato il 25.03.1908, venne consegnato il 01.07.1908. Dopo alcune missioni nella prima guerra mondiale venne radiato il 26.09.1918.

### Tricheco
Impostato il 06.11.1905, varato il 06.06.1909, Servizio: 15.10.1909, Radiazione: 26.09.1918.